# Cortemaggiore
Cortemaggiore (Curtmagiùr in dialetto piacentino) è un comune italiano di 4 698 abitanti della provincia di Piacenza in Emilia-Romagna.
Il borgo si trova nella zona della pianura Padana definita bassa piacentina; dista infatti circa 20 km sia dal capoluogo Piacenza che dalla città di Cremona.

## Geografia fisica
Il territorio comunale si trova ad un'altitudine media di 50 m s.l.m. ed è completamente pianeggiante, non presentando nessun rilievo significativo. A 5 km ad ovest del capoluogo si trova la frazione di Chiavenna Landi, posta sulla riva sinistra dell'omonimo torrente, mentre ad est del centro abitato scorre il fiume Arda, al di là di questo, a circa 1,5 km dal capoluogo, si trova la frazione di San Martino in Olza.
Cortemaggiore, così come tutta la pianura piacentina, è caratterizzato da un clima temperato subcontinentale con elevate escursioni termiche giornaliere ed annuali. Le precipitazioni annue sono di circa 850/900 mm distribuiti su 80-85 giorni piovosi. In inverno si assiste alla formazione di nebbia, dovuta principalmente al fenomeno dell'inversione termica.
Il centro abitato è lambito a nord dal 45º parallelo, la linea equidistante fra il polo nord e l'equatore.

## Storia
Il nome di Cortemaggiore venne citato per la prima volta in un diploma di re Ludovico di Francia, che nell'845 concede il territorio in feudo alla nipote Ermengarda. Nell'890 il territorio venne poi donato dall'imperatrice Angilberga alle monache della chiesa di San Sisto di Piacenza. Coinvolta nelle lotte comunali fu invasa dai cremonesi nel 1214 e poi dalle truppe di Federico II di Svevia nel 1243. Nel 1290 passò sotto il controllo della famiglia Pallavicino.

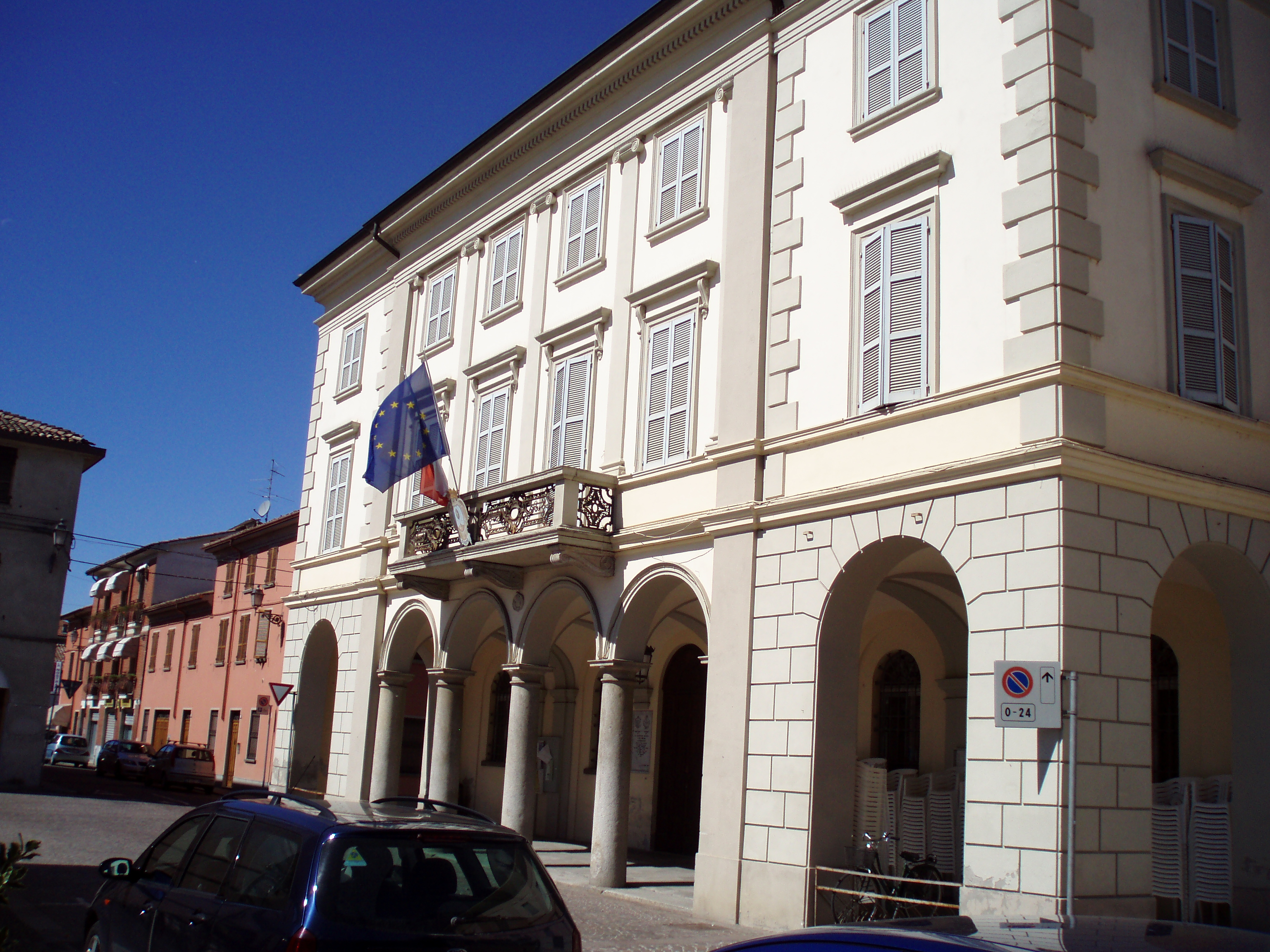
L'edificio del pretorio antico, sede del Comune.

Il centro di Cortemaggiore venne fondato nel 1479 per volere del marchese Gian Ludovico Pallavicino, sul territorio di insediamenti già presenti in età romana, come testimoniato dalle tombe risalenti a quell'epoca ritrovate nei pressi del paese. Il nome originale dato dal fondatore all'abitato era "Castrum Laurum", ma questa denominazione ebbe una vita assai breve; infatti tra la popolazione rimase in uso il nome antico di "Curtis Major", a causa del suo essere capoluogo del Contado Aucense, da cui derivò poi il nome Cortemaggiore. Il paese venne eretto dai Pallavicino con la funzione di essere la capitale del loro piccolo stato, che si estendeva per un territorio comprendente, oltre al capoluogo, il territorio dei futuri comuni di Busseto, Besenzone, Villanova sull'Arda, Monticelli d'Ongina, Castelvetro Piacentino, Polesine Zibello, Fidenza, Salsomaggiore Terme, Roccabianca, Noceto, Medesano e Varano de' Melegari. I Pallavicino vollero la loro piccola capitale bella e ricca d'arte come quella delle signorie più grandi; la pianta della cittadina fu disegnata dall'architetto Maffeo Vegio da Como, seguendo gli schemi della città ideale di Leon Battista Alberti, con le strade ortogonali fra di loro e imperniate sul tracciato del cardo e del decumano dell'antico accampamento romano e con le facciate degli edifici non più alte della larghezza delle strade stesse, cosicché i viali fossero sempre illuminati e ben arieggiati. Inoltre la via principale del paese fu dotata di ampi portici sotto cui gli abitanti del paese potevano circolare senza timore delle intemperie.
Nel centro del paese, all'incrocio delle due vie principali, venne posizionata la piazza, successivamente denominata piazza dei Patrioti, ed eretta la maestosa collegiata, elevata nel 2008 al rango di basilica minore, dedicata a Santa Maria delle Grazie, i cui interni sono decorati con pregiati dipinti. Nel contempo tutto intorno alla cittadina venne innalzata una cinta muraria dotata di quattro porte di accesso lungo le vie principali e fu eretta anche una fortezza, notevole per dimensioni, nella periferia sud del paese; di queste costruzioni non resta più nulla in quanto furono abbattute dal governo napoleonico del corso dell'Ottocento, per ricavarne materiale da costruzione. Solo una parte del complesso del castello, quella più "residenziale", si è salvata, diventando di proprietà privata. Notevole è il salone in cui Rolando II Pallavicino fece attrezzare una tipografia per Benedetto Dulcibello da Carpi e per la zecca del piccolo stato.
L'indipendenza di Cortemaggiore durò poco più di un secolo, e finì nel 1586 con la morte di Sforza Pallavicino, ultimo marchese dello stato, che non lasciò figli. Il duca di Parma e Piacenza Ranuccio I Farnese occupò il castello, prese prigioniero Alessandro Pallavicino di Zibello, cugino di Sforza che ne aveva ereditato i beni e lo costrinse a rinunciare a tutti i possedimenti. Cortemaggiore venne annessa così al Ducato di Parma e Piacenza e da quel momento ne seguì le sorti.
Fino alla fine dell'Ottocento Cortemaggiore fu sede di una comunità ebraica localizzata in un ghetto creato nel 1545 dal marchese Gerolamo Pallavicino ed al centro del quale si trovava la sinagoga; nessuno di questi elementi è più riconoscibile nella conformazione urbana del paese e l'unica testimonianza visibile di questa antica comunità è il piccolo cimitero ebraico che si trova lungo via Morlenzo, a nord-est del paese.

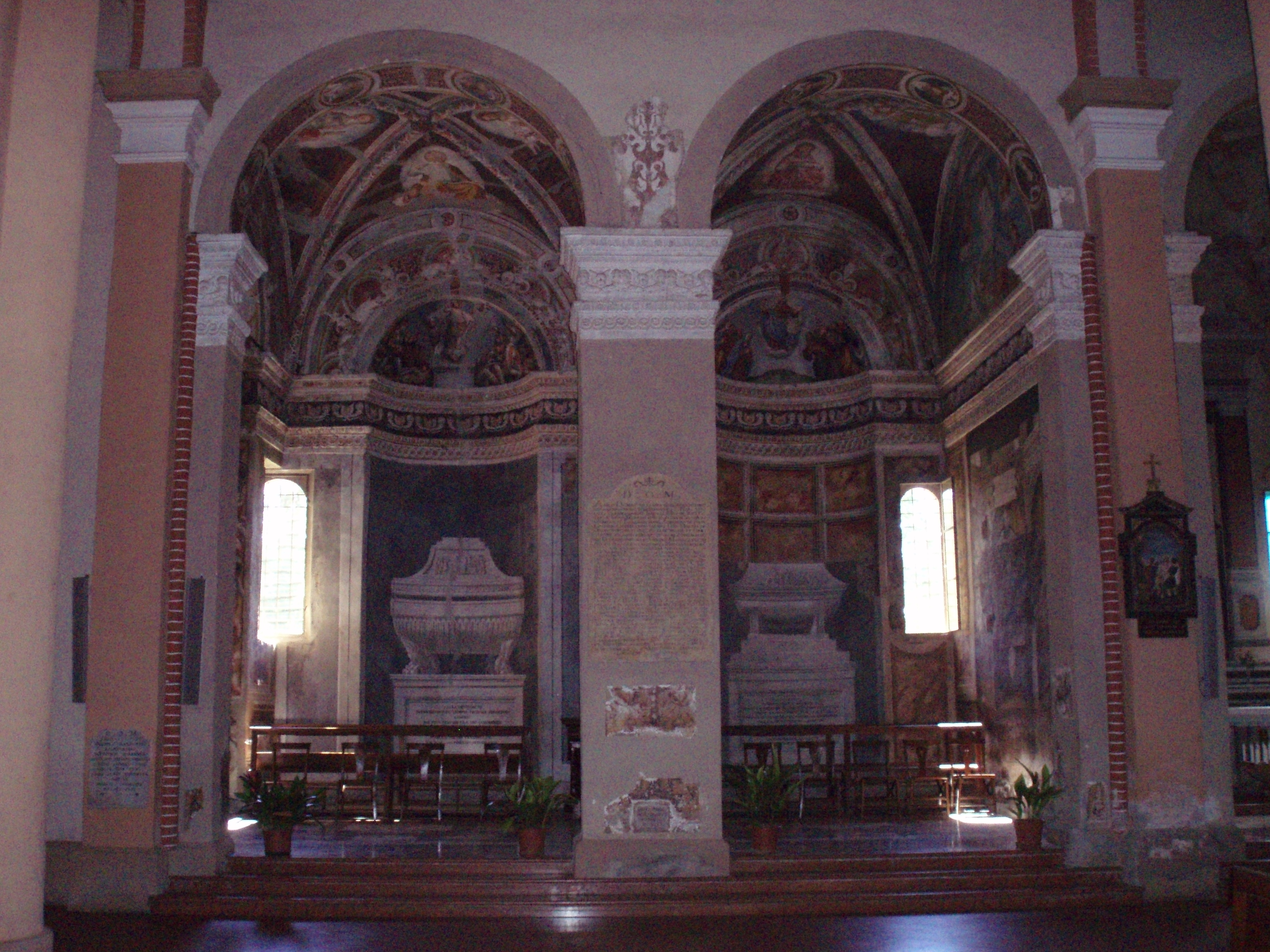
La cappella Pallavicino, affrescata da Lodovico Carracci.

Nei secoli successivi il paese restò grossomodo immutato, rimanendo sempre un centro prevalentemente agricolo, fino al 1949 quando l'imprenditore Enrico Mattei trovò nelle campagne del paese un giacimento di petrolio. Grazie all'abilità di Mattei, la scoperta ebbe un grande impatto mediatico, cosicché Cortemaggiore si ritrovò sotto i riflettori dei giornali nazionali, in compagnia del vicino paese di Pontenure, presso cui era stato contemporaneamente trovato un giacimento di metano.
Nonostante il giacimento di Cortemaggiore si rivelasse abbastanza modesto; il petrolio da esso estratto venne utilizzato, in particolare, per produrre una benzina, l'unica raffinata a partire da petrolio proveniente dal sottosuolo italiano, che fu chiamata Supercortemaggiore e per la quale venne creato il logo del cane a sei zampe.
Dal 1997 Cortemaggiore è stata insignita del titolo di "città d'arte".

### Simboli
Lo stemma, adottato dal comune anche se privo di formale decreto di concessione, si può blasonare:
Nello stemma comunale si vede un albero di lauro, in richiamo al nome originale della borgata (dal latino Castrum Laurum, cioè Borgo Lauro), sormontato da un bambino, simbolo della nuova comunità, e cinto nel tronco da un nastro riportante il motto latino del Comune: Nihil sanctius quam recta fides cum sororibus associata ("Nulla è più santo di una retta fede unita alle altre virtù").
Il gonfalone è un drappo di azzurro.

## Monumenti e luoghi d'interesse

### Architetture religiose

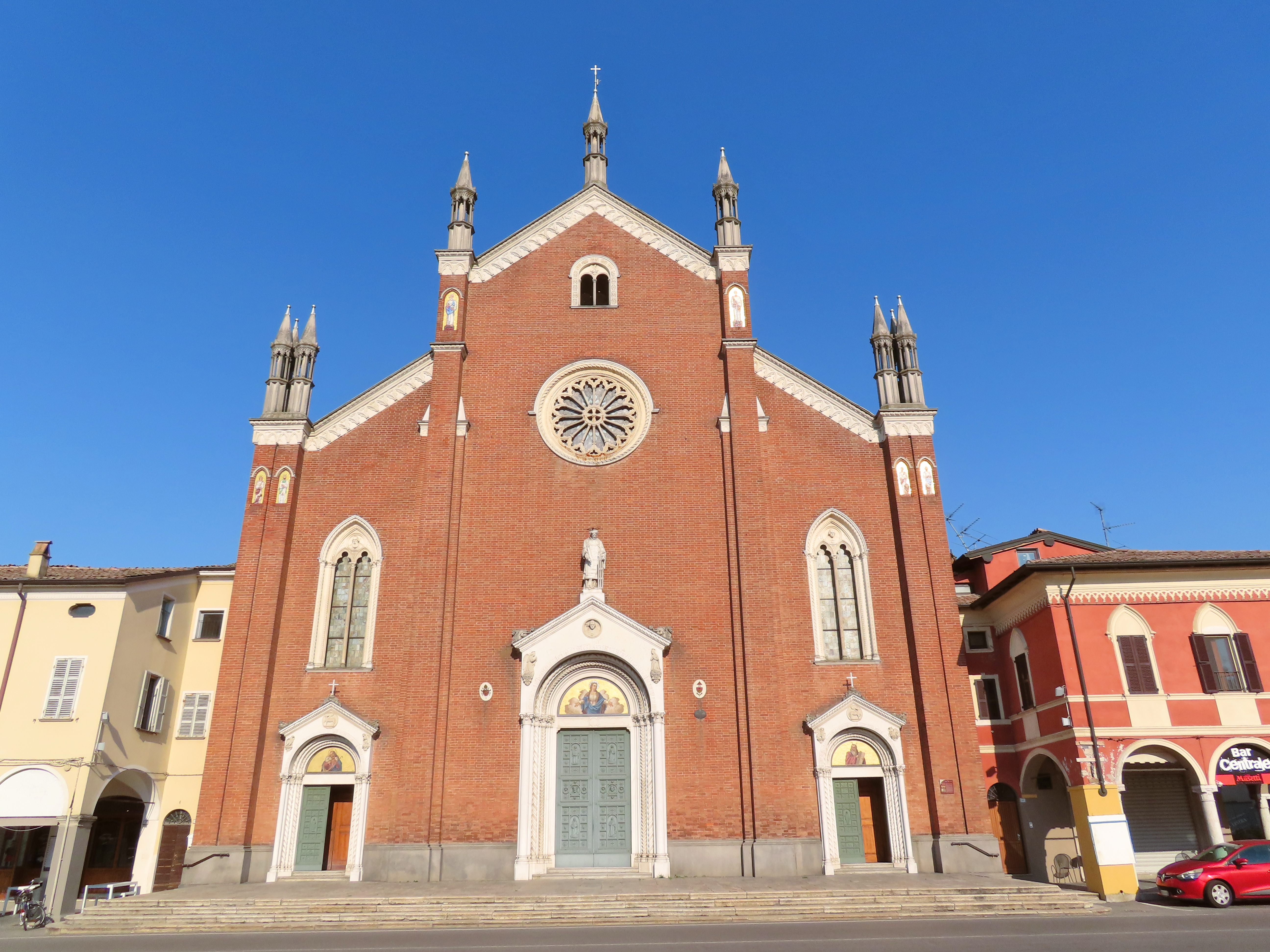
Basilica di Santa Maria delle Grazie

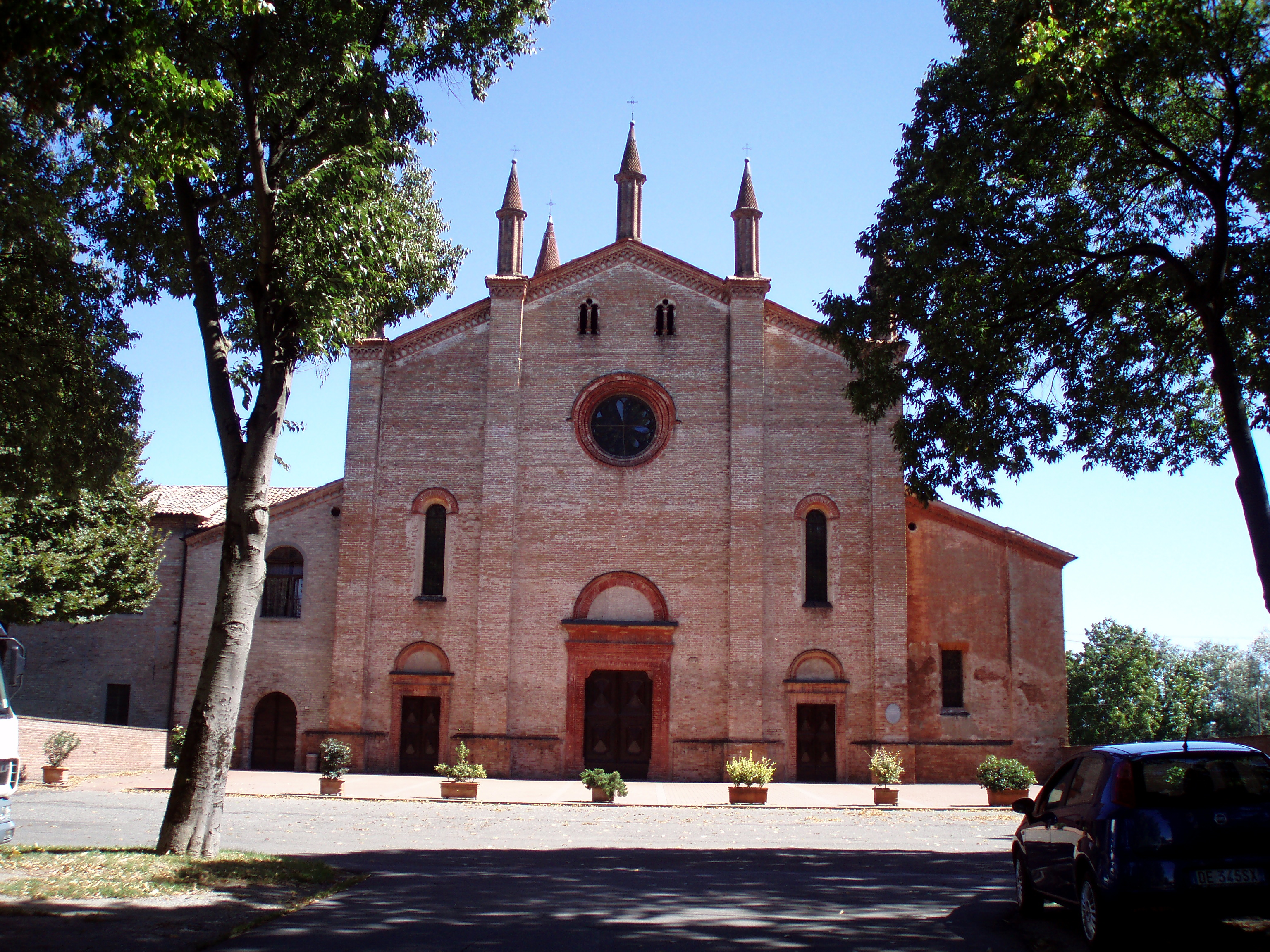
Chiesa dell'Annunziata

Basilica di Santa Maria delle GrazieGià collegiata, fu iniziata alla fine del 1480 su progetto di Giberto Manzi, la basilica ha una pianta a croce latina a tre navate. La collegiata è stata elevata al rango di basilica il 3 maggio 2008, con una cerimonia officiata dal cardinale Angelo Sodano.
Chiesa dell'AnnunziataDetta anche "chiesa dei frati", la sua costruzione fu iniziata nel 1487 su progetto di Gilberto Manzi, è annessa al convento dei frati francescani minori osservanti. La chiesa è a pianta basilicale a tre navate; le due cappelle a pianta quadrata e con volte a crociera sono adiacenti ad una ottagonale contenente un'Immacolata Concezione, affrescata nel 1530 dal Pordenone, che venne destinata ad ospitare i mausolei dei Pallavicino, i quali vi furono trasportati nel 1499 dalla chiesa di San Lorenzo, salvo poi essere ritrasferite in una cappella laterale della collegiata nel corso dell'Ottocento quando il governo di Napoleone dichiarò la soppressione del convento e della chiesa annessa; inoltre qui è conservato un altro dipinto del Pordenone, una magnifica Deposizione su tela, che sovrasta la porta d'ingresso della clausura. I notevoli affreschi che ornano la cappella gentilizia, invece, sono opera del Carracci. Contemporaneamente alla chiesa fu eretto l'attiguo convento, composto da una struttura a due piani organizzata intorno ad un cortile interno porticato, con pianta rettangolare di circa 55 m per 65, che ne fanno il chiostro più ampio in ambito provinciale. All'interno del convento si trova anche una biblioteca che conserva manoscritti databili fino al 1500. La biblioteca, che è di proprietà dei frati, è normalmente chiusa al pubblico.

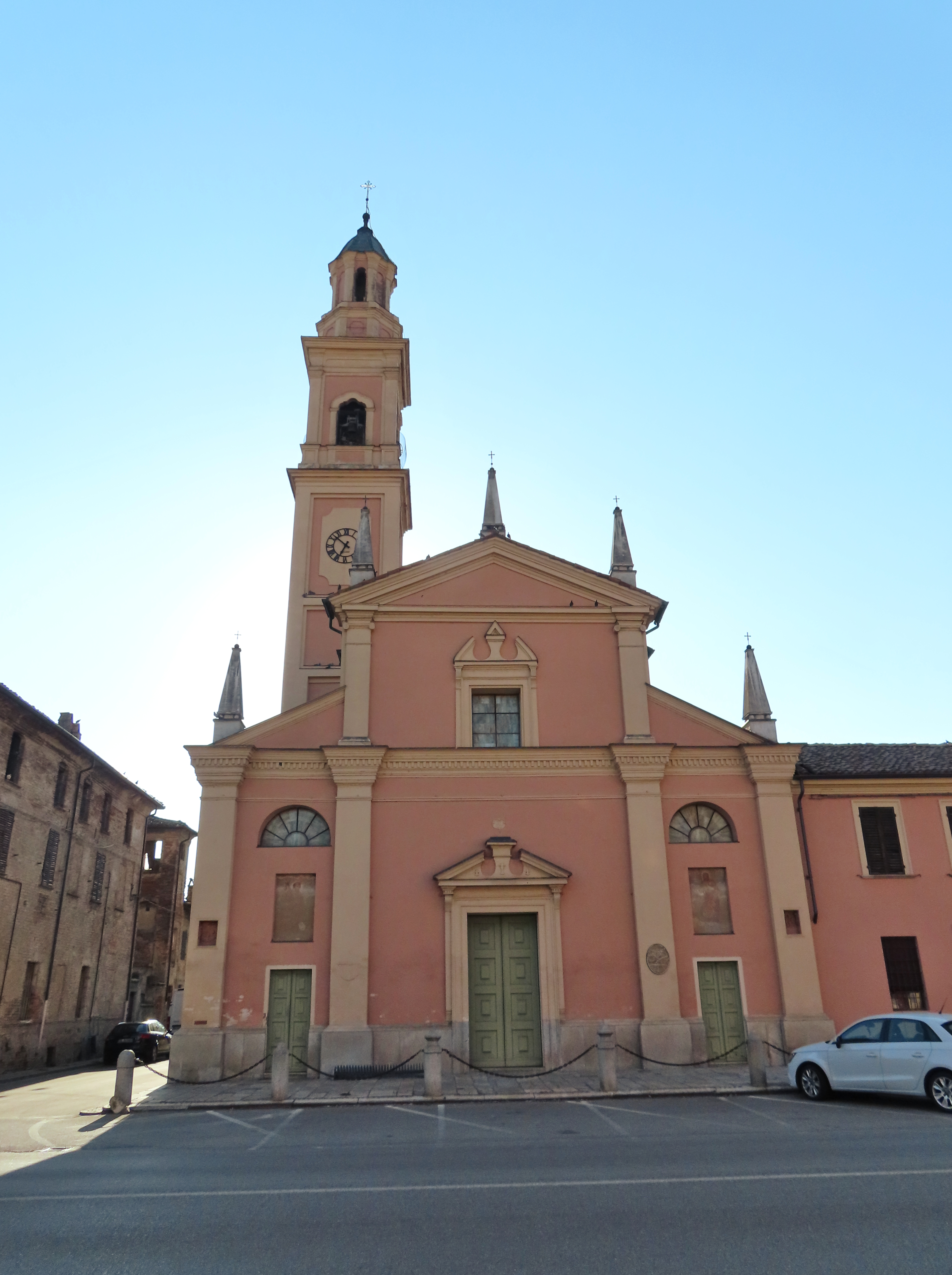
Oratorio di San Giuseppe

Oratorio di San GiuseppeEretto sul luogo dove esisteva precedentemente un piccolo oratorio medioevale, fu iniziato per iniziativa di un privato nel 1576, anno di fondazione della confraternita di San Giuseppe. Terminato nel 1593 l'oratorio fu decorato nel 1696 con stucchi di Bernardino Barca e Domenico Dossa. Alle pareti pregevoli dipinti di Giovanni Battista Tagliasacchi. È stato oggetto di un accurato restauro nel corso del 2007, durante il quale è stato aggiunto anche un orologio sulla torre campanaria.

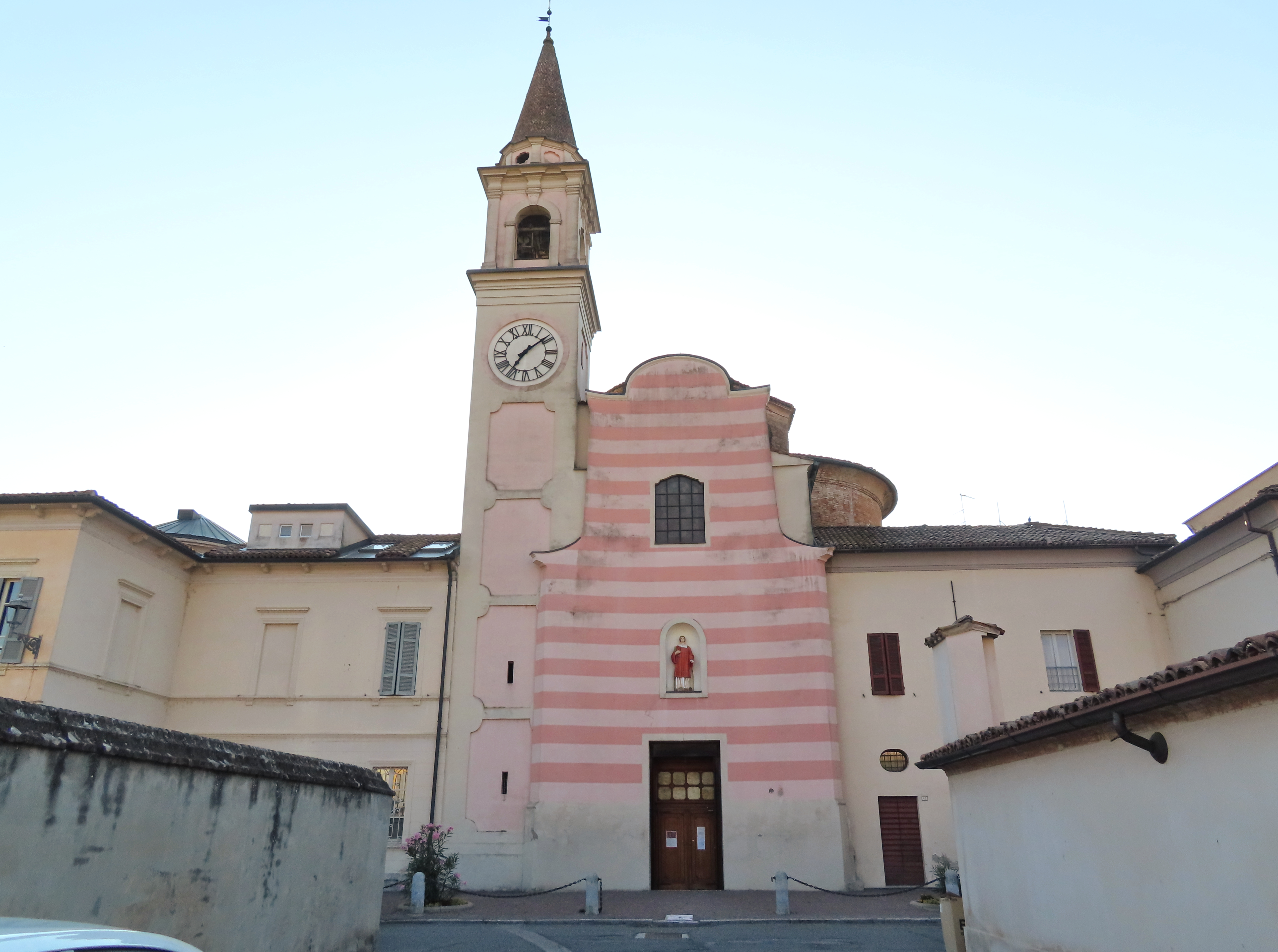
Chiesa di San Lorenzo

Chiesa di San LorenzoL'edificio sorge sull'area precedentemente occupata dal cimitero e dell'antica chiesa di San Lorenzo, che dipendeva dalla pieve di San Martino in Olza e faceva parte del borgo medioevale di Cortemaggiore. Nel 1666 venne eretta una piccola cappella e quindi, nel 1723, la chiesa, a pianta centrale, su progetto di Marco Aurelio Dosi, che prevedeva pure un ampio pronao fino alla strada antistante, però mai realizzato. La chiesa è intitolata al patrono di Cortemaggiore. All'interno dell'edificio si trova un affresco raffigurante la Beata Vergine delle Grazie proveniente dalla chiesa preesistente e conservato nel momento del suo abbattimento.
Oratorio di San Giovannila costruzione dell'edificio, avvenuta su iniziativa della Confraternita del Santissimo Sacramento, iniziò nel 1625 per terminare cinque anni più tardi; alle spalle del braccio sinistro del transetto venne costruita una riproduzione in scala 1:1 della Santa Casa di Loreto decorata con bassorilievi ispirati a narrazioni bibliche posti nel camminamento. La chiesa, a navata unica, presenta una cupola affrescata nel 1705 dal pittore fiammingo Robert De Longe con una rappresentazione del trionfo del Santissimo Sacramento restaurato intorno alla metà degli anni 1990.
Oratorio di Santa Maria delle Grazie fuori le mura o "La Madonnina"Costruito a spese del Sacerdote Antonio Bovarini nel 1661 allo scopo di salvare un'immagine della Beata Vergine situata su un pilastro ed esposta alle intemperie. L'interno appare tutto decorato con affreschi di Giuseppe Natali e Carlo Bonisoli. Pregevole anche l'organo marca Bossi-Urbani della seconda metà dell'Ottocento.
Pieve di San Martino VescovoSituata nella frazione di San Martino in Olza, la sua esistenza è documentata sin dal X secolo e, secondo alcune analisi condotte sui materiali, risulterebbe fondata nel 416 sul sito di un preesistente tempio pagano. L'edificio è di stile romanico, ma presenta elementi gotici.
MistadelliLa religiosità popolare e rurale ha portato alla costruzione di cappelle votive principalmente poste lungo gli assi viari. Tali monumenti, pur non presentando pregi artistici particolari, sono comunque indicativi della concezione religiosa del mondo agricolo basato principalmente su un rapporto di do ut des.

### Architetture civili

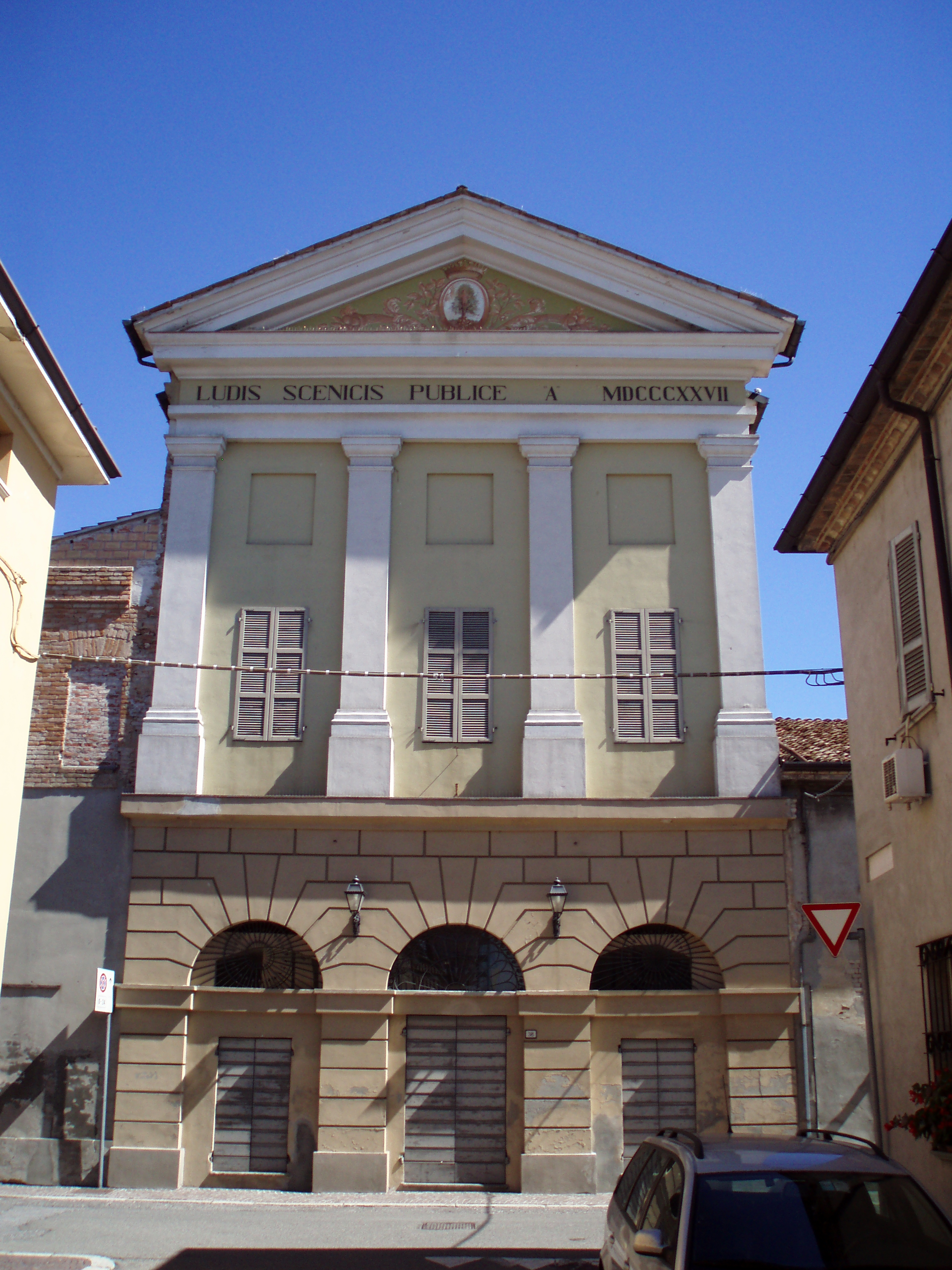
Teatro Eleonora Duse

Casa della MisericordiaEra la sede dell'"Ospedale dei Pellegrini", fondato nel 1495 da Rolando II Pallavicino. È un edificio a tre piani, dotato di un portico anteriore, cui era addossato un corpo più basso, collegato, tramite un arco dotato di un orologio, all'oratorio di Santa Maria Maddalena. Questo Ospedale offriva ricovero, oltre che ai cittadini, anche ai pellegrini che passando da Cremona si recavano verso la via Francigena. Passata nel 1750 all'ordine dei cavalieri Costantiniani, l'ospedale fu soppresso nel 1796. All'edificio era annesso l'oratorio di Santa Maria Maddalena che si presentava a pianta centrale sormontato da un corpo a lanterna a pianta ottagonale. L'edificio, che a inizio ottocento era diroccato ed utilizzato come fienile, fu demolito nel corso del XIX secolo insieme alla struttura che lo collegava alla Casa della Misericordia; al contrario dell'oratorio, la casa della Misericordia ha mantenuto nei secoli la conformazione originale, non subendo mai restauri particolarmente significativi. Per questo motivo, però, si trova in cattive condizioni di conservazione.
Teatro Eleonora DuseL'edificio che ospita il teatro era originariamente l'oratorio della Beata Vergine Immacolata, che venne costruito nel 1755 ed era annesso al convento delle suore terziarie francescane; fu solo nel 1827 che il complesso fu trasformato in teatro.

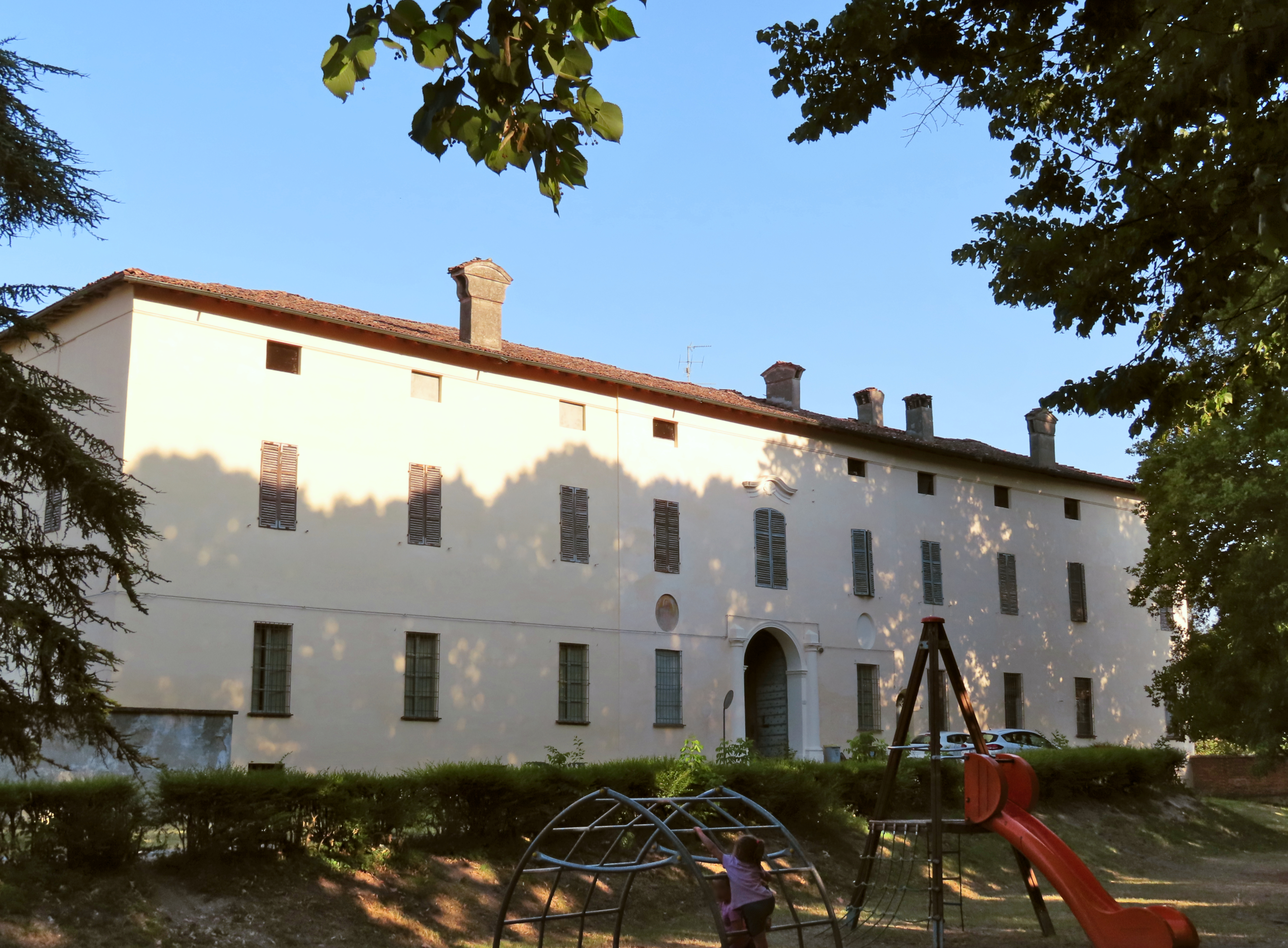
Palazzo Pallavicino

Palazzo PallavicinoComplesso fatto costruire a fini residenziali dalla famiglia Pallavicino, originariamente diviso in tre parti: Palazzo Regio dove si trovava la corte signorile in epoca rinascimentale, la Rocca, abbattuta nel 1809 e nella cui area sorsero poi le scuole elementari, e il Palazzo del Giardino, risalente all'epoca tardomedievale, situato alle spalle del palazzo Regio. Di questi edifici rimane metà dell'originario corpo di fabbrica del palazzo Regio, fondato dal marchese Gian Ludovico, la cui costruzione fu poi definitivamente portata a termine dal figlio Rolando II Pallavicino dopo il 1481.

### Architetture militari
Castello di Chiavenna LandiSituato nell'omonima frazione, realizzato ad opera di Gislerio Landi con l'accordo di cederne la metà al comune di Piacenza, aveva la funzione di avamposto per prevenire eventuali invasioni di truppe cremonesi. Il castello rimase di proprietà della famiglia Landi fino al novecento, subendo, negli anni, un consistente degrado fino a quando, nel 2004 venne ristrutturato e adibito ad hotel.

## Società

### Evoluzione demografica

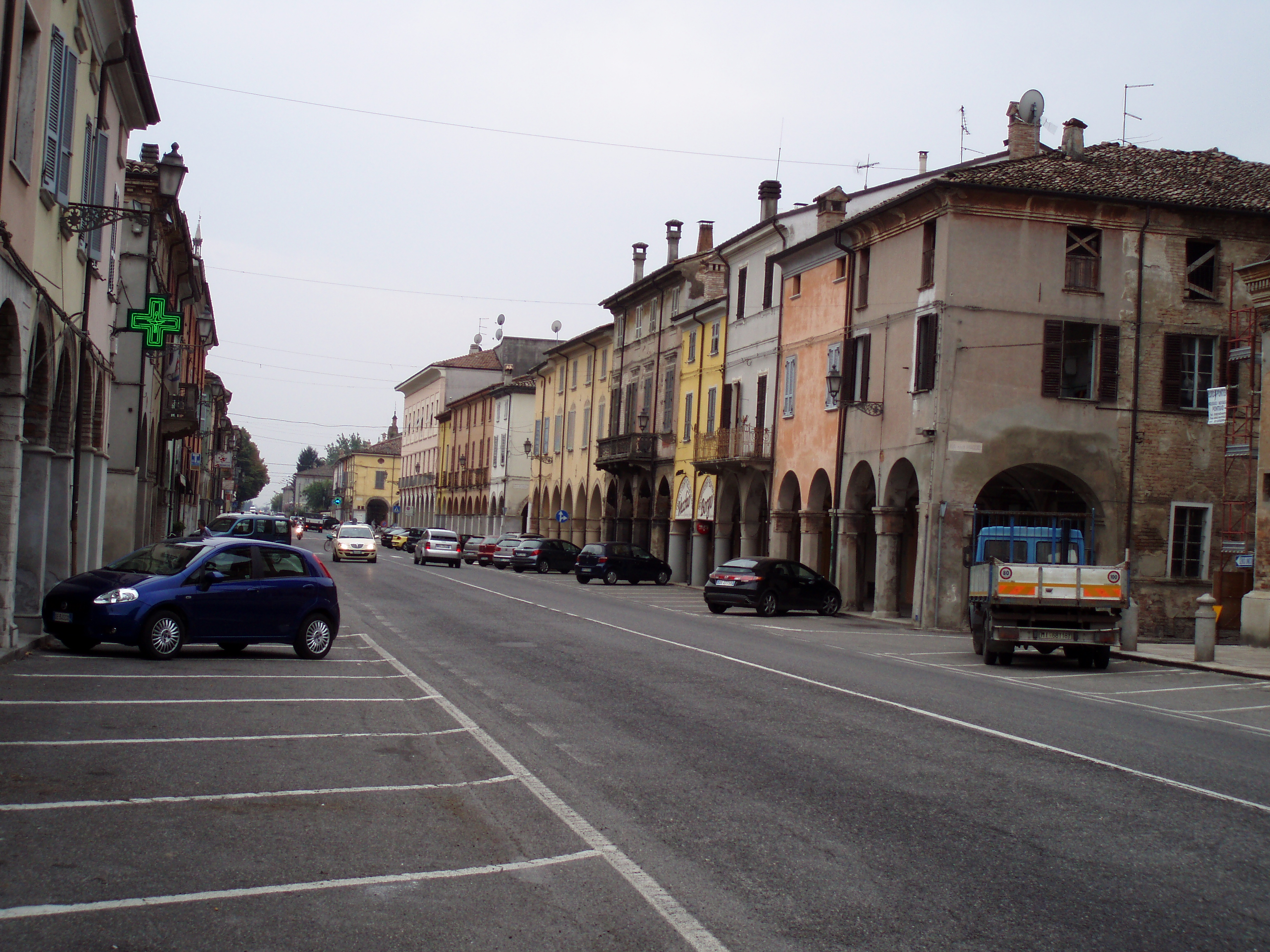
Vista del centro storico dalla Madonnina

Abitanti censiti

## Cultura

### Eventi
Nel weekend più vicino al 19 marzo, data in cui si festeggia San Giuseppe, si svolge la tradizionale Fiera di San Giuseppe, manifestazione voluta da Gian Ludovico Pallavicino nel 1480 e da allora mai interrotta; una longevità di oltre 500 anni che ne fanno una delle fiere delle più antiche d'Italia. La sagra ha tenuto fede alla sua origine di fiera agricola: vengono infatti esposte nelle vie centrali del paese macchine e attrezzature destinate all'agricoltura. Inoltre nella pregiata cornice del chiostro adiacente alla "chiesa dei frati", si svolge il Corte Food, una rassegna enogastronomica in cui, oltre ai prodotti della cucina piacentina, non mancano curiosità culinarie da tutta Italia.

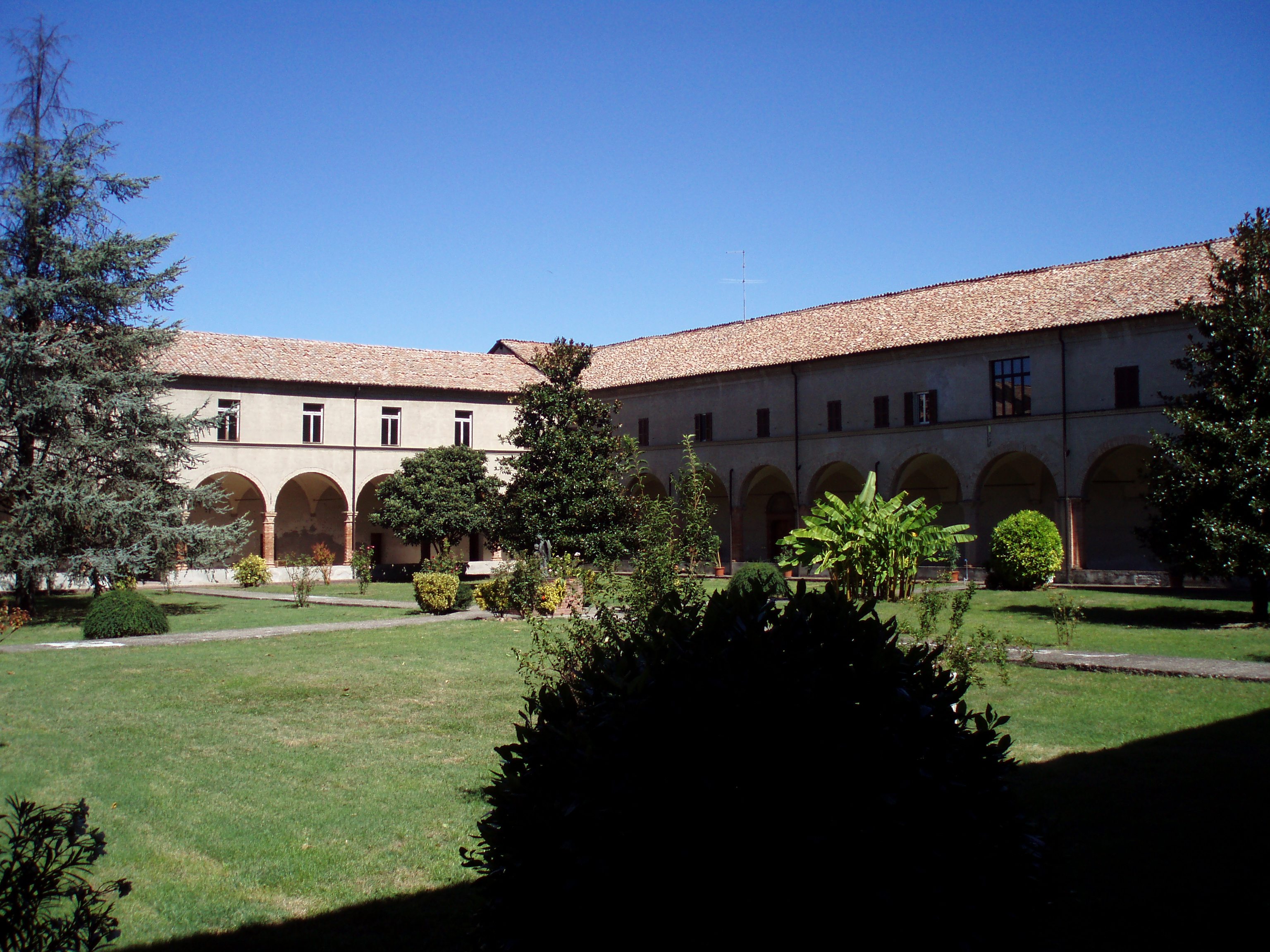
Il chiostro annesso alla chiesa dei Frati.

## Geografia antropica

### Urbanistica
La conformazione e del centro storico è inquadrata in una "scacchiera" formata dalle vie del paese, tutte perpendicolari tra loro; il disegno della scacchiera viene attraversato al centro dalle due vie principali, dotate di portici, all'incrocio delle quali si trovano la piazza del paese e la Basilica che si affaccia su di essa. L'espansione successiva non si è discostata molto da questo schema, favorita anche dal territorio, ed è costituita essenzialmente dalla prosecuzione dei tracciati delle strade già esistenti.
Le zone residenziali sono tutte intorno al centro storico, mentre le zone artigianali-industriali sono state organizzate in tre aree, di cui una, il polo produttivo CA.RE.CO. Barabasca, zona APEA intercomunale posta 2 km a sud del centro abitato, al confine con il comune di Fiorenzuola d'Arda, una all'ingresso del paese provenendo da Fiorenzuola d'Arda e la terza ad est del torrente Arda.

## Economia

### Agricoltura
Nell'Ottocento agricoltura ed allevamento erano l'attività economica più sviluppata nel territorio comunale. Il territorio rurale del comune di Cortemaggiore viene considerato ambito ad alta vocazione produttiva agricola per la sua tradizione e specializzazione allo svolgimento di attività agroalimentari ad alta intensità. Nel territorio comunale sono presenti allevamenti bovini, focalizzati principalmente alla produzione del latte per il Grana Padano, nella cui zona di produzione è incluso Cortemaggiore.

### Industria
La presenza dell'Eni ha lasciato un'impronta molto forte nell'economia del paese, ma a partire dalla metà degli anni novanta l'ente ha abbandonato ogni attività produttiva, della quale restano attivi solo i centri di formazione per il personale, parte dell'Eni Corporate University. Il sottosuolo di Cortemaggiore viene utilizzato per lo stoccaggio del gas naturale proveniente dai vari gasdotti, sfruttando le cavità che precedentemente ospitavano il petrolio.
A partire dagli anni 2000 ha iniziato lo sviluppo di attività di logistica nel polo CA.RE.CO. al confine col comune di Fiorenzuola d'Arda.

## Infrastrutture e trasporti

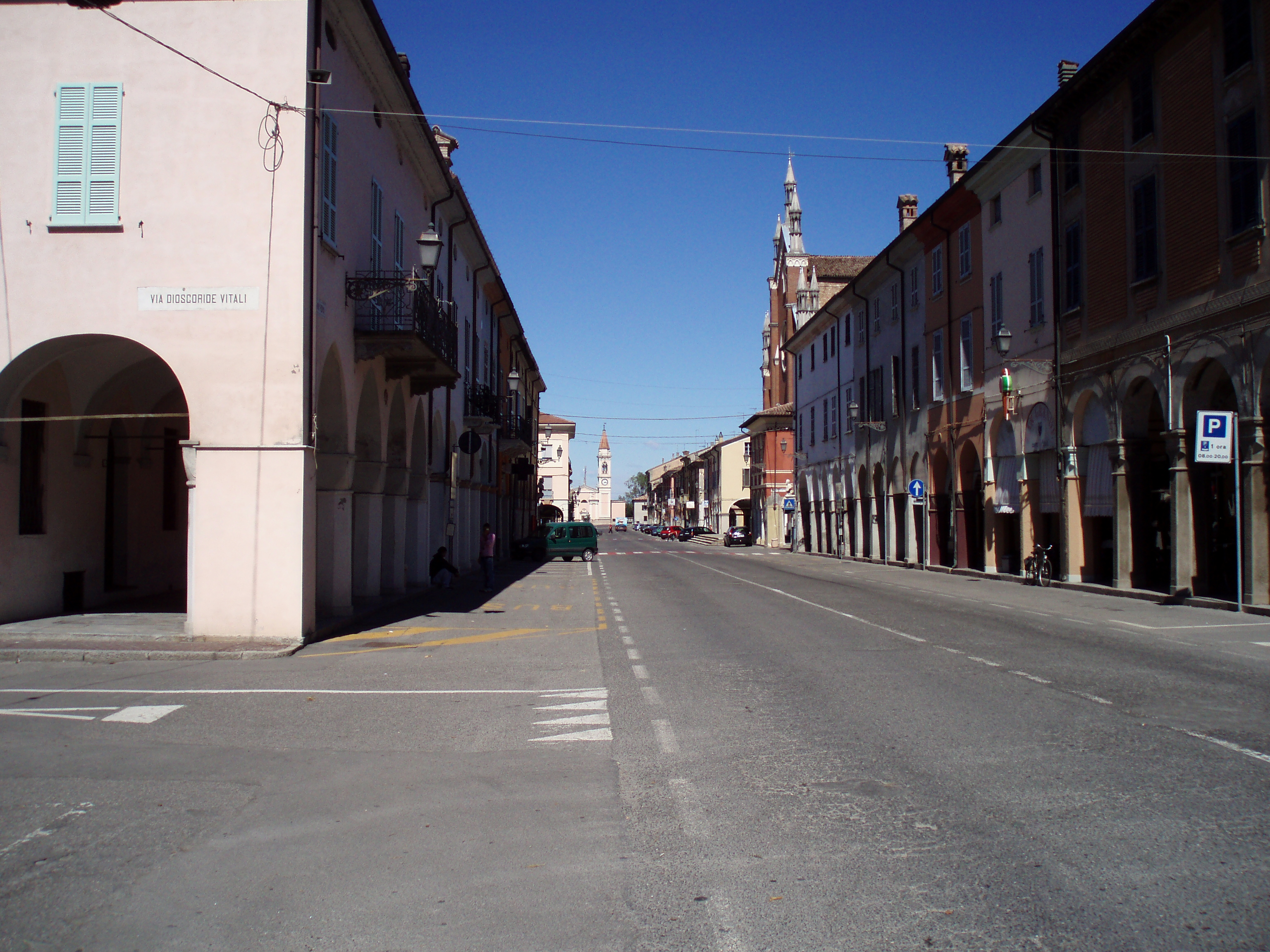
Vista della via centrale di Cortemaggiore da largo Umberto I

Cortemaggiore è collegata a Piacenza dalla ex strada statale 587 di Cortemaggiore, poi passata di competenza provinciale, mentre è attraversata dalla ex strada statale 462 della Val d'Arda che mette in comunicazione la via Emilia, distante circa 9 km, con la ex strada statale 10 Padana Inferiore.
Attraversano il territorio comunale anche la strada provinciale 30 di Chiavenna che collega Cadeo a Caorso passando per Chiavenna Landi e la strada provinciale 26 di Busseto che collega Cortemaggiore al comune parmense di Busseto.
Il casello autostradale più vicino è quello di Fiorenzuola d'Arda, posto sulle autostrade A1 ed A21 dir e distante 5 km. La stazione ferroviaria più vicina è quella di Fiorenzuola d'Arda, mentre l'aeroporto più prossimo è quello di Parma; in meno di un'ora si possono raggiungere anche gli aeroporti di Milano Linate e di Brescia Montichiari.
Tra il 1900 e il 1923 Cortemaggiore fu servita da una fermata della tranvia Cremona-Lugagnano, lungo la quale erano poste in territorio cortemaggiorese le fermate di Rosario, Cortemaggiore e Bagarotto.

## Amministrazione

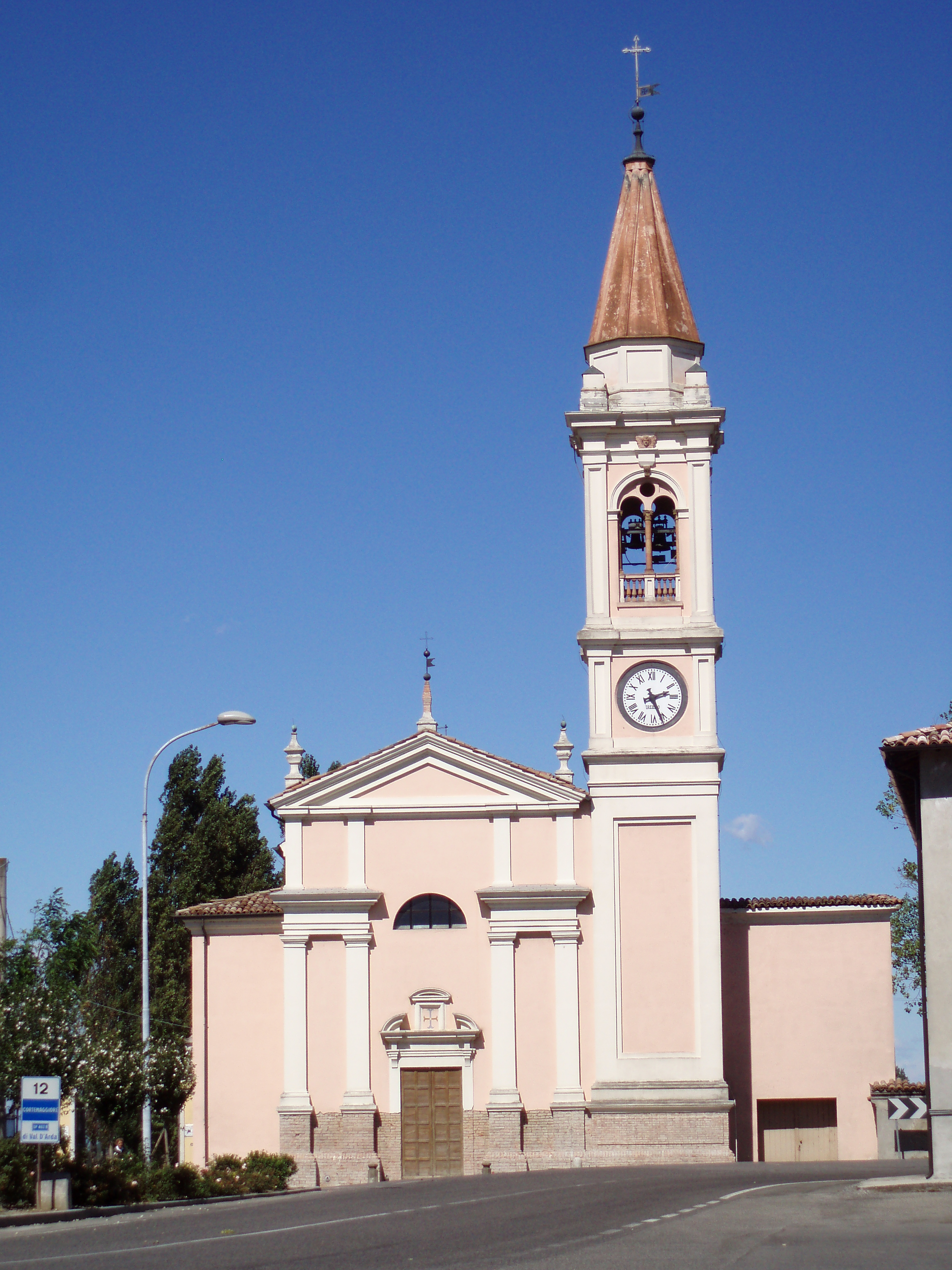
La chiesa di Santa Maria delle Grazie fuori le mura, o "Madonnina".

Di seguito è presentata una tabella relativa alle amministrazioni che si sono succedute in questo comune.
| Periodo        | Periodo        | Primo cittadino    | Partito                                                                              | Carica  | Note   |
| -------------- | -------------- | ------------------ | ------------------------------------------------------------------------------------ | ------- | ------ |
| 20 luglio 1988 | 7 giugno 1993  | Valda Monici       | Democrazia Cristiana                                                                 | Sindaco | [ 46 ] |
| 7 giugno 1993  | 28 aprile 1997 | Valda Monici       | Democrazia Cristiana                                                                 | Sindaco | [ 46 ] |
| 28 aprile 1997 | 14 maggio 2001 | Valda Monici       | Centro-destra                                                                        | Sindaco | [ 46 ] |
| 14 maggio 2001 | 30 maggio 2006 | Gianluigi Repetti  | Centro-destra                                                                        | Sindaco | [ 46 ] |
| 30 maggio 2006 | 16 maggio 2011 | Gianluigi Repetti  | Centro-destra                                                                        | Sindaco | [ 46 ] |
| 16 maggio 2011 | 6 giugno 2016  | Gabriele Girometta | Il Popolo della Libertà, Lega Nord                                                   | Sindaco | [ 46 ] |
| 6 giugno 2016  | 4 ottobre 2021 | Gabriele Girometta | Forza Italia, Lega Nord, Fratelli d'Italia - Alleanza Nazionale                      | Sindaco | [ 46 ] |
| 4 ottobre 2021 | in carica      | Luigi Merli        | Lega per Salvini Premier, Fratelli d'Italia - Alleanza Nazionale, Centro Magiostrino | Sindaco | [ 46 ] |

### Altre informazioni amministrative
Dal 2014, anno di istituzione dell'ente e fino allo scioglimento, avvenuto il 1º gennaio 2022, Cortemaggiore ha fatto parte dell'Unione Bassa Val d'Arda Fiume Po, la cui sede si trovava proprio nel centro magiostrino. Oltre ad esso partecipano all'unione i comuni di Besenzone, Caorso, Castelvetro Piacentino, Monticelli d'Ongina, San Pietro in Cerro e Villanova sull'Arda.

## Sport
La formazione magiostrina più titolata è la Tennistavolo Cortemaggiore, formazione che vanta la vittoria nel campionato di Serie A1 femminile nella stagione 2015-2016, oltre a diversi titoli nazionali giovanili.
In campo calcistico il comune è rappresentato dall'ASD Corte Calcio, militante nella stagione 2020-2021 nel campionato di Seconda Categoria, dopo il ripescaggio avvenuto nel 2019. La stessa società include anche una squadra di calcio a 5, militante in serie D, mentre in precedenza un'altra società, l'Olympia Futsal, era arrivata a militare nella stagione 2014-2015 nel campionato di Serie C2.